# Линейные корабли типа «Невада»
Линейные корабли типа «Невада» (англ. Nevada class battleships) — серия линейных кораблей США периода 1910-х годов. Революционный для своего времени проект, корабли типа «Невада» объединяли в себе целый ряд важных новшеств. Главным из них стала система броневой защиты «всё или ничего», кроме того, в соответствии с требованиями Главного управления флота, система броневой защиты новых линкоров были рассчитаны на увеличенные дальности морского боя. Кроме этого, эти корабли стали первыми дредноутами США с трёхорудийными башнями. Также на линкорах типа «Невада» впервые в США было введено нефтяное отопление котлов; в опытных целях корабли были оснащены различными типами силовой установки, так как паровая машина всё ещё могла обеспечить бо́льшую дальность плавания, крайне важную для флота США.
Всего в 1912—1916 годах были построены два линкора типа «Невада». В годы Первой мировой войны корабли использовались на Атлантическом океане, а с конца августа 1918 года базировались в Ирландии, но в боевых действиях не участвовали. В межвоенный период корабли типа «Невада» прошли ряд модернизаций с увеличением максимального угла возвышения орудий главного калибра, заменой самих орудий, установкой зенитной артиллерии, заменой силовой установки и усилением броневой и подводной защиты.
В ходе Второй мировой войны оба корабля подверглись налёту японской авиации в Перл-Харборе; «Оклахома» была потоплена, а «Невада» — тяжело повреждена и посажена на мель, чтобы избежать затопления. «Оклахома» в 1943 году была поднята, но ввиду нецелесообразности восстановления пущена на слом. К концу 1942 года «Невада» была отремонтирована и использовалась в боевых действиях в Атлантике, в том числе в Нормандской операции. В 1945 году линкор был переведён на Тихий океан и использовался в битве за Окинаву. После войны устаревший корабль был снят с вооружения и, пережив испытания атомной бомбы в 1946 году, был потоплен как артиллерийская мишень в 1948 году.

## Разработка
Создание типа «Невада» происходило в контексте сильного политического противодействия непрерывному росту размеров линкоров, который ускорился с появлением дредноутов. В начале 1900-х годов военно-морской флот остановился на программе выпуска двух новых линкоров в год, одобренном президентом Теодором Рузвельтом, но начиная с 1904 года Конгресс начал отклонять запросы военно-морского флота, часто разрешая только один корабль в год. Ховард Тафт, преемник Рузвельта, попытался оказать давление на Конгресс, чтобы он построил больше кораблей, и он действительно обеспечил пару кораблей на 1912 финансовый год, которые должны были стать типом «Невада». Генеральное управление потребовало построить корабль четырьмя башнями вместо пяти, но с тем же или на два большем количеством орудий. Ещё на этапе проектирования сильную критику вызвало низкое расположение орудий противоминного калибра.

## Конструкция

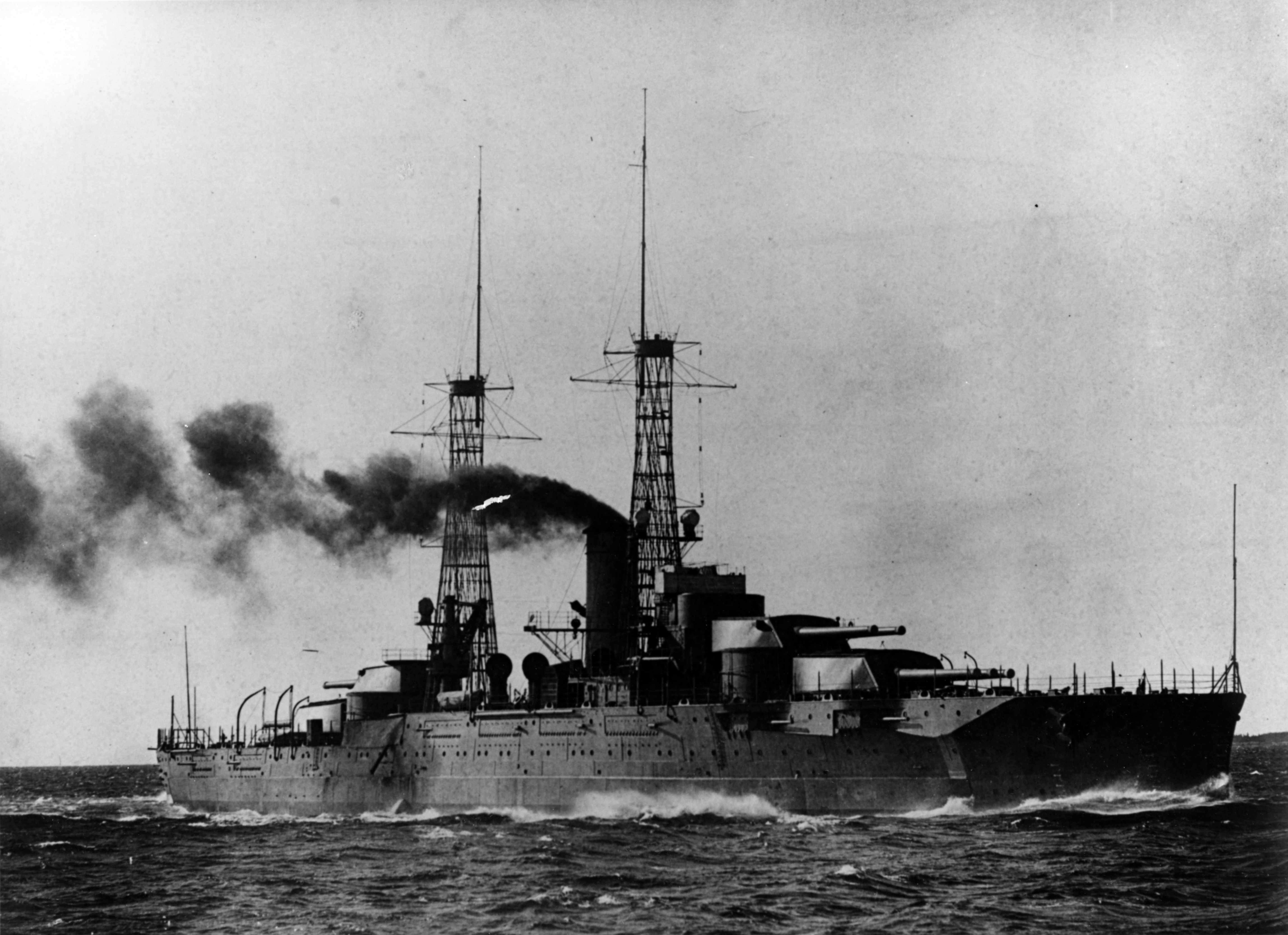
Ходовые испытания «Невады»

Американские дредноуты были вооружены 356-мм (14-дм.) орудиями длиной 45 калибров. Первые модификации орудий не имели лейнера, а последующие производились с лейнерами. За более чем 30 лет было разработано несколько десятков вариантов этого орудия, различавшихся объёмом зарядной каморы, числом скрепляющих колец, шагом нарезки и другими характеристиками ствола или лейнера, и прочими особенностями конструкции и технического исполнения, которые условно можно разделить на два больших типа (два разных орудия с различными баллистическими характеристиками).
И хотя за 30 лет технология сделала огромный рывок и на смену скреплённых проволокой пришли автофретированные стволы,
все модификации этого орудия, от Мк 1/0 до Мк 12/10, представляли собой стволы скреплённые стальными трубами.

### Корпус

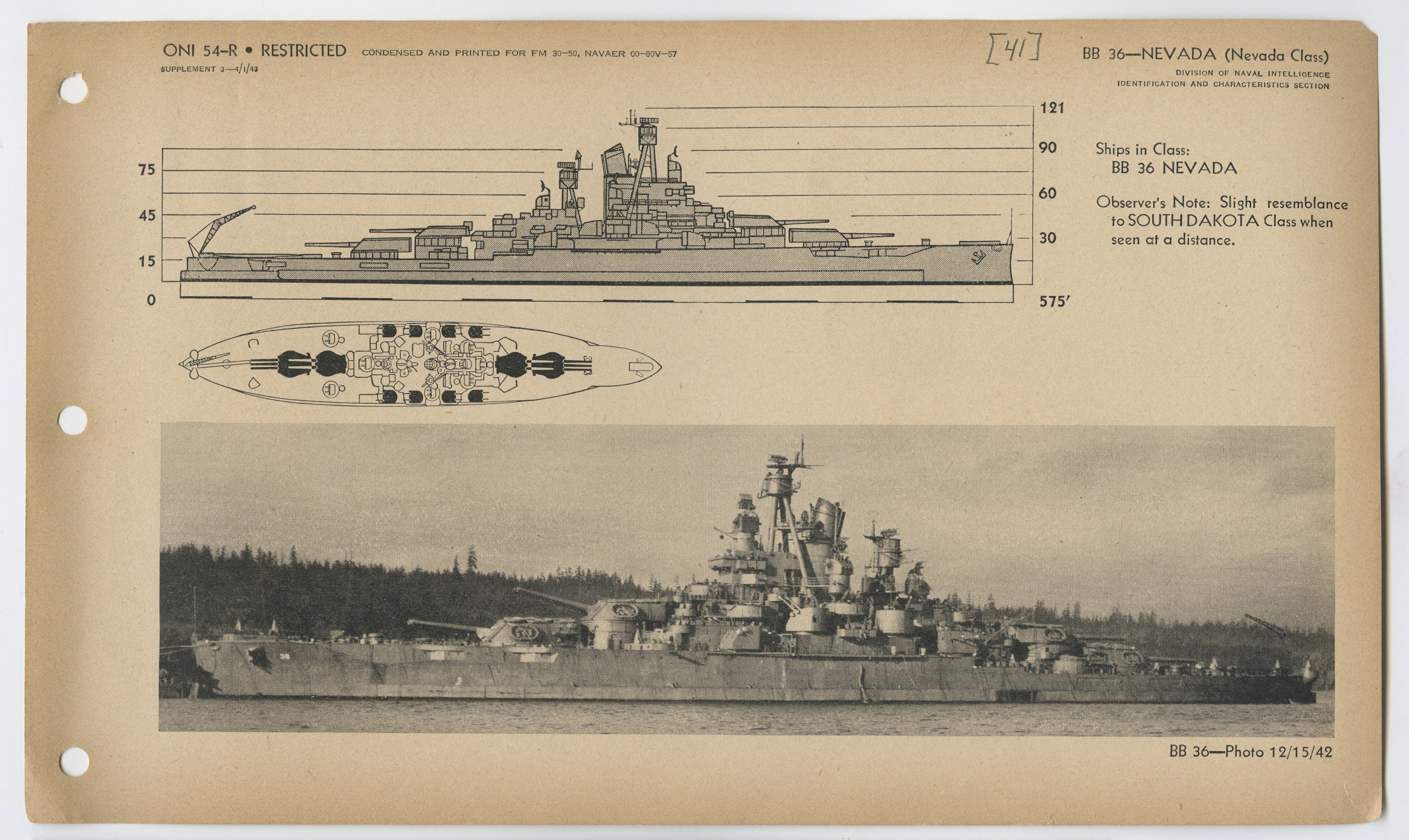
Схема линкора «Невада»

Корпус линкора имел полубак, занимавший чуть более половины длины корпуса, нос был плоским, без седловатости, лишённый «вздёрнутого» форштевня, значительно улучшавшего мореходность, все палубы шли параллельно килю. В результате линкоры получились весьма «мокрыми» кораблями — носовую часть палубы могло сильно заливать. Волны гуляли до передних барбетов. В целом, по меркам начала XX века, мореходность оказалась довольно средней.
Высота корпуса в корме при нормальной нагрузке составляла всего 4,9 м. Система силового набора корпуса — поперечная. Шаг шпации 1220 мм.
Нормальное водоизмещение достигло 27 500 дл. т, полное — 28 400 дл. т. Длина наибольшая — 177,8 м, длина по ватерлинии — 175,4 м, ширина по ватерлинии — 29,05 м. Проектная осадка — 8,43 м, метацентрическая высота при полном водоизмещении — 2,07 м (на флоте США, из-за стремления не допускать опрокидывания при затоплениях, предпочитали большую метацентрическую высоту, что приводило к резкой бортовой качке). Метацентрическая высота при нормальном водоизмещении составляла — 1,82 м. При полном водоизмещении осадка составила 9 м. При осадке 8,99 м надводный борт возвышался над ватерлинией на 7,27 м в носу и 4,86 м в корме. У её предшественника «Нью Йорка» при осадке в 8,7 м борт возвышался над ватерлинией на уровне 8,1 м в носовой части и 5,5 м в кормовой. Фактически высота надводного борта 27 ноября 1942 года у «Невады» при нормальном водоизмещении составила 7,17 м носом и 4,76 м кормой, при полном — 6,68 и 4,27 соответственно.
Линкоры не очень хорошо следовали перекладке и обладали плохой поворотливостью — диаметр тактической циркуляции составлял 754 м (порядка четырёх с половиной длин корпуса).
Масса корпуса с палубами составила 11 348 тонн или 41,3 %. Корабли оказались перегруженными на 164 тонны.

### Бронирование

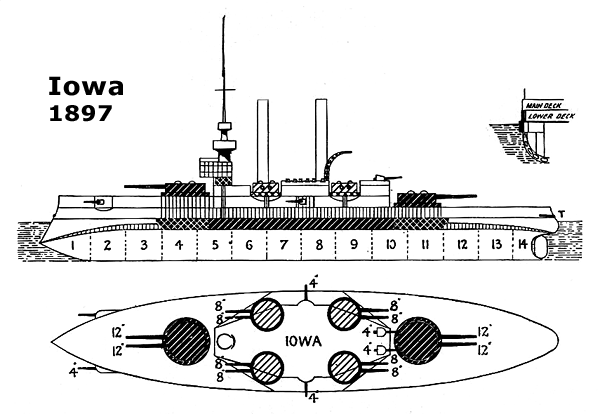
Схема броненосца «Айова»

Американцы на этих дредноутах применили систему защиты, называемую «все или ничего», данном случае новая схема была ещё не забытой старой, применявшейся на всех американских броненосцах вплоть до типа «Мэн». Они решили вместо «размазанной» брони из плит различной толщины вернуться к защите жизненно важных частей корабля максимально толстой броней. Такая система предполагала нахождение на не менее чем на двух третях длины корпуса высокого пояса по ватерлинии толщиной, примерно равной калибру главных орудий, с такими же толстыми траверзами на концах и толстой броневой палубой сверху. Десять 356-мм орудий располагались в четырёх линейно-возвышенных башнях по две на каждую оконечность. Хотя равномерное расположение башен по длине корпуса было лучше с точки зрения прочности, тяжёлая цитадель частично компенсировала перегрузку оконечностей и служила вспомогательным несущим элементом.
Кроме этой цитадели или «броневого ящика» защищались только орудийные башни, рулевой привод в самой корме и боевая рубка. Что было полным возвратом к идеям Барнаби.
На дредноут ставилась броня класса «А» которая изготовлялась компанией «Карнеги» поставлявшей броню для «Ретвизана» и класса «В» производства фирмы «Мидвэйл» MNC (Midvale Non-Cemented), типа Mk-1. Вертикальная броня была класса «А» марки СКС (Carnegie-Krupp Cemented), которая была чуть хуже германской брони КС а/А (так называемый «старый „Крупп“» выпуска 1894—1906 годов), Вифлеемской сталелитейной корпорацией. Эта броня так же применялась при постройке линкоров с 305-мм артиллерией и последних броненосцев — в целом была на уровне мировых стандартов, заметно уступая только австро-венгерской броне производства Витковицких заводов.
По результатам стрельбовых испытаний характеристики своей брони американцем показались недостаточными, что привело к дальнейшим исследованиям и улучшениям качества броневого материала. В результате исследований была создана новая марка брони Class A — Mk 2. Выпускалась «Бетлехем Айрон Уоркс» и устанавливалась на все последующие типы дредноутов.
Главный пояс имел длину 122 м и занимал 70,8 % длины ватерлинии.
Полубак и верхняя палуба защиты не имели.
Настил главной палубы из 20-фунтовых (12,4-12,5 мм) листов мягкой сименс-мартеновской стали защищался двумя слоями 50-фунтовой брони STS (толщина бронепалубы составляла 62,2 мм), итоговая толщина составляла 74,7 мм. Как и на всех линкорах того времени, абсолютно не учитывался пролом этой брони фугасным действием боевого снаряжения фугасных снарядов крупных калибров попавших даже под небольшими углами: 356-381-мм снаряды проламывали броню толщиной в четверть своего калибра (89 — 95 мм). Под главной броневой палубой располагалась противоосколочная палуба. Поверх настила палубы из 20-фунтовых (12,4 мм) листов мягкой сименс-мартеновской стали (МS) лежал один слой плит 40-фунтовой никелевой стали (NS) толщиной 24,9 мм, итоговая толщина составляла, таким образом, 37,3 мм, скосы этой палубы имели бронирование 49,8 мм: слой 60-фунтовой никелевой стали поверх 20-фунтового (12,4 мм) настила. Для большей эффективности толщины палуб нужно было подобрать наоборот. Вместо толстой верхней бронепалубы надо было разместить тонкую палубу, которая будет взводить детонаторы бомб и сдирать бронебойные колпачки со снарядов, а нижняя палуба должна быть толстой, чтобы выдерживать основной удар. Носовой броневой траверз имел толщин 330 мм в верху и 203 мм по нижней кромке. Кормовой — 203 мм. Кроме того, в кормовой оконечности, позади главного, имелся 203-мм пояс для защиты рулевых приводов, который с кормы замыкался 203-мм траверзом. Барбеты башен главного калибра выше броневой палубы имели толщину 330 мм и 114 мм выше противоосколочной палубы, где дополнительной защитой служили бортовая и палубная броня. Двухорудийные башни имели лоб толщиной 406 мм брони класса «В», первые боковые плиты от стыка с лобовой плитой имели сложную форму и неоднородную толщину — 254—229 мм, остальные боковые плиты и задние плиты 229 мм и 127-мм крыша из стали STS. Толщина лобовых плит трёхорудийных башен составляла 456 мм гомогенной стали.
Общая масса вертикальной брони составляла 7523,44 т (у «Нью-Йорка» 7120,8), брони верхней палубы 1697,5 т, брони нижней 836 т, общий вес брони (по немецкой системе расчёта) составлял 10 057 тонн или 36 % нормального водоизмещения, что соответствует наиболее защищённым британским и японским линкорам и меньше, чем у немецких. Общая масса двух палуб (броня, заклёпки, подложка) составила 3291 дл. тонну. Вес брони с заклёпками и подложкой составил 11 162 дл. тонны, данную цифру сравнивать с весом брони линкоров других стран нельзя.
Бронезащита американских линкоров типов «Невада», «Нью-Йорк» и «Вайоминг», в особенности типа «Вайоминг», напоминала лоскутное одеяло, «сшитое» из материала разного качества, разных марок и производителей.

#### Противоторпедная защита
Ширина подводной противоторпедной защиты составляла 3,5 (3) м. Она включала двойной борт (максимальное расстояние между обшивками 0,99 м), далее следовал пустой отсек шириной 1,906 м, и затем 28-мм противоторпедная переборка, затем пустой отсек и фильтрационная переборка. Подводная защита «Невад» была недостаточной и вскоре стала рассматриваться как серьёзная проблема. Она была значительно хуже, чем на следующем типе американских дредноутов и фактически была бесполезна. Она была достаточно прочной, чтобы выдержать только около 100 фунтов (45 кг) тротила. Подводная защита такого рода скорее вредна, так как при взрыве торпеды из бликорасположеной переборки создаются большие и тяжёлые осколки, которые, влетая с ударной волной внутрь, только усиливают повреждения. Корабли имели двойное дно с расстоянием между обшивками 0,99 м. В тот же период в Германии была проведена серия испытаний полномасштабного опытного отсека линкора. Наиболее важным результатом этих экспериментов стал вывод о том, что противоминная переборка должна располагаться на расстоянии как минимум 4—4,5 м от наружного борта. Традиционно противоторпедная защита ранних американских линкоров считалась нерациональной и не эффективной (до модернизации) и по устройству мало отличавшийся от британской и поэтому не достойной упоминания, а первыми линкорами получившими действительно хорошую защиту были линейные корабли типа «Теннесси». Первоначальная противоторпедная защита линейных кораблей типа «Невада» наряду с ПТЗ линейных кораблей типа «Вирибус Унитис», в межвоенных учебниках приводились как пример неэффективной защиты. Расчёты остойчивости на случай аварийных затоплений для типа «Невада» показали, что величина метацентрической высоты оказалась избыточной. Важным последствием выбранного значения метацентрической высоты являлась резкая качка корабля, которая делала корабли неудачными в качестве артиллерийской платформы.

### Вооружение
Главный калибр линкоров составляли десять 356-мм/45 орудий Mark 1 Mod 2, с боекомплектом по 100 снарядов на орудие. Орудие имело три ряда скрепляющих цилиндров. Исходный вариант скрепления цилиндрами был неудачным и архаичным, выполненным аналогично британским пушкам (9,2" морское орудие Mk II) до введения проволочной намотки. Как следствие, стволы страдали от чрезмерного провисания. Внутренняя труба имела 84 нареза прогрессивной крутизны от 50 до 32 калибров на один оборот. Орудия с этим типом нарезки имели низкую живучесть — 150 выстрелов полным зарядом. Для этого орудия американцы выбрали комбинацию «лёгкий снаряд / высокая скорость» поэтому применялись лёгкие 635 кг снаряды с высокой начальной скоростью 790 м/с. Он имел длину 1255 мм (3,5 калибра) и взрыватель с временной задержкой 0,035 секунды. Разрывной заряд весил 13,4 кг, что составляло 2,1 % от общей массы снаряда. Эти бронебойные снаряды, так же как и снаряды Японии и Британии, были чувствительны к углу встречи с броневой преградой. Бронепробиваемость по вертикальной преграде на дистанциях до 25 кб. была выше, а на дистанциях свыше 25 соответствовала британскому 635 кг снаряду для 343-мм орудий. Если отклонение от нормали превышало 20°, то преобладала вероятность рикошета, а на малых дистанциях и разрушения корпуса (снарядного стакана). Такие же орудия, с теми же снарядами стояли на британских мониторах типа «Эберкромби». Британцы из-за чрезвычайно плохой кучности по стандартам английского флота и низкой живучести орудий вынуждены были перейти на уменьшенные заряды. Концевые башни, впервые в американском флоте, сделали трёхорудийными, с общей люлькой и совместным вертикальным наведением, но на три орудия имелось два снарядных подъёмника — для экономии пространства и уменьшения численности башенной обслуги, что вело к ограничению скорострельности. К тому же более половины снарядов хранились вертикально внутри роликового погона, а готовые к выстрелу — в самой башне на горизонтальной платформе позади орудий. При этом в англоязычной технической литературе эти башни обозначаются термином «triple» («строенные»), в отличие от обычного в таких случаях «three-gun» («трехорудийные»). Плюсом строенных башен было то, что для вертикальной наводки всех трёх орудий башни требовался всего один наводчик. Минусом то, что при залповой стрельбе снижалась общая скорострельность башни, поскольку каждый раз необходимо было ждать окончания процесса заряжания самого «медленного» орудия. Экономия на системе подачи строенных башен повлекла увеличение цикла стрельбы до 50 с на орудие. На «Неваде» и «Оклахоме» первоначально применялись различные поршневые затворы для двух- и трёхорудийных башен. Они обозначались Mark 2 и Mark 3. Оба варианта имели механизм закрытия Смита-Эсбьюри, поршневой затвор Велина и обтюратор де Банжа, но Mark 2 затвор был горизонтально-качающимся, Mark 3 «падающим». Угол подъёма был ограничен 15 градусами, максимальная дальность была 21 140 ярдов (19 330 м), чего явно недоставало для соответствия концепции боя на больших дистанциях. Комбинация «лёгкий снаряд / высокая скорость» соответствовала немецкой доктрине ограниченной видимости и бое на малых и средних дистанциях. Система управления огнём позволяла вычислять данные по цели до 12 000 ярдов (10 972 м). Выявилась главная серьёзная проблема. Орудия располагались слишком близко друг к другу и при залпе снаряды оказывали влияние друг на друга, что заметно ухудшало точность стрельбы. В принципе эта проблема имелась и раньше, с двухорудийными башнями, но в меньшей степени — поэтому ей не придавали значения. На совместных учениях с линкорами Гранд Флита выяснилось, что американский артиллерийский огонь, особенно на предельных дистанциях, характеризуется большим рассеиванием, и это в особенности касалось 356-мм/45 орудий — на предельной для них дистанции оно составило 730 метров. Жёсткая механическая связь орудий в строенной башне не давала возможности учесть возможный неравномерный износ («разгар») стволов. Это приводило (со временем) к ещё большему увеличению рассеивания снарядов по дальности.
| Основные баллистические данные орудий главного калибра            | Основные баллистические данные орудий главного калибра | Основные баллистические данные орудий главного калибра | Основные баллистические данные орудий главного калибра | Основные баллистические данные орудий главного калибра | Основные баллистические данные орудий главного калибра | Основные баллистические данные орудий главного калибра |
| ----------------------------------------------------------------- | ------------------------------------------------------ | ------------------------------------------------------ | ------------------------------------------------------ | ------------------------------------------------------ | ------------------------------------------------------ | ------------------------------------------------------ |
| Образец орудия / установки                                        | 15"/42 Мk I                                            | 38 sm SKC/13 Drh LC/13                                 | 13,5"/45 Мk V                                          | 14"/45 Marks I                                         | 356-мм/52 морская пушка                                | 14"/45 Marks 2                                         |
| Страна                                                            | Великобритания                                         | Германия                                               | Великобритания                                         | Великобритания                                         | Россия                                                 | США                                                    |
| Калибр, мм                                                        | 381                                                    | 380                                                    | 343                                                    | 356                                                    | 356                                                    | 356                                                    |
| Масса орудия с затвором, кг                                       | 101 685                                                | 76 200                                                 | 77 347                                                 | 86 110                                                 | 83 325                                                 | 64 633                                                 |
| Длина орудия, калибров                                            | 43,36                                                  | 45,0                                                   | 46,36                                                  | 46,26                                                  | 52                                                     | 45,9                                                   |
| Длина канала, калибров                                            | 42,0                                                   | 42,42                                                  | 45,0                                                   | 45,0                                                   | 50,41                                                  | 44,8                                                   |
| Масса заряда, кг                                                  | 196                                                    | 183                                                    | 136                                                    | 156                                                    | 203                                                    | 165,6                                                  |
| Масса снаряда, кг                                                 | 871                                                    | 750                                                    | 567/635                                                | 719                                                    | 747,8                                                  | 635                                                    |
| Начальная скорость, м/с                                           | 731                                                    | 800                                                    | 777/759                                                | 762                                                    | 732                                                    | 790                                                    |
| Расчётное давление, кг/см²                                        | 3150                                                   | 3150                                                   | 2835                                                   | 2835                                                   | 2835                                                   | 2835                                                   |
| Живучесть, боевых выстрелов                                       | 335…350                                                | 250…300                                                | 350                                                    | 350                                                    | 150                                                    | 150                                                    |
| Масса вращающейся части, т                                        | 874—894                                                | 870                                                    | 640                                                    | 671                                                    | ?                                                      | 638                                                    |
| Выстрел за, с                                                     | 30-60                                                  | 26-53                                                  | 30-60                                                  | 30                                                     | 20-30                                                  | 36-48 (48-72)                                          |
| Дальность, каб.                                                   | 121                                                    | 125                                                    | 119                                                    | 121                                                    | 126                                                    | 104                                                    |
| Весовая эффективность                                             | 0,79                                                   | 1,04                                                   | 0,77                                                   | 0,76                                                   | 0,83                                                   | 1                                                      |
| Бронепробиваемость снаряда (крупповская сталеникелевая броня), мм |                                                        |                                                        |                                                        |                                                        |                                                        |                                                        |
| 25 каб. (4630 м)                                                  | 618                                                    | 620                                                    | 497/505                                                |                                                        |                                                        | 482 (5490 м)                                           |
| 50 каб. (9260 м)                                                  | 480                                                    | 474                                                    | 367/398                                                |                                                        |                                                        | 403                                                    |
| 75 каб. (13 890 м)                                                | 381                                                    | 372                                                    | 275/307                                                |                                                        |                                                        | 307                                                    |
| 100 каб. (18 520 м)                                               | 307                                                    | 294                                                    | 214/247                                                |                                                        |                                                        | 241                                                    |
| 125 каб. (23 150 м)                                               | 248                                                    | 226                                                    | 159/188                                                |                                                        |                                                        | -                                                      |

В качестве противоминной артиллерии линкоры получили 127-мм орудия Mark 8. Заряжание — картузное. Орудие монтировалось в палубной установке Mark 13. Общий вес — 10,2 тонны. Углы вертикальной наводки — от −10° до +15°.
Все снаряды весили 22,7 кг, бронебойный содержал 0,77 кг взрывчатого вещества и покидал ствол со скоростью 960 м/с. Полубронебойный снаряд Mark 15 Mod 1 содержал 0,78 кг взрывчатки. Фугасный снаряд Mark 39 содержал 1,66 кг взрывчатки. Из недостатков следует отметить низкую живучесть ствола — 700 выстрелов. Скорострельность: 8-9 выстрелов в минуту. Противоминная артиллерия линкоров располагалась даже ниже, чем у американских дредноутов типов «Вайоминг» и «Нью-Йорк» и была довольно «мокрой». Использовать носовые орудия в свежую погоду было затруднительно, а кормовые невозможно. Поэтому их принялись постепенно убирать, а порты заделывать стальными листами. Кроме того она была «голой», не защищённой от малокалиберных снарядов и осколков.
| Орудие                               | 5"/51 Mark 8 | 5"/51 Mark 8 |
| ------------------------------------ | ------------ | ------------ |
| Год начала эксплуатации              | 1911         | 1911         |
| Калибр, мм                           | 127          | 127          |
| Длина ствола, калибров               | 51           | 51           |
| Скорострельность, выстрелов в минуту | 8—9          | 8—9          |
| Углы склонения                       | −10°/+15°    | −10°/+15°    |
| Тип заряжания                        | картузное    | картузное    |
| Тип снаряда                          | бронебойный  |              |
| Вес снаряда, кг                      | 22,7         |              |
| Начальная скорость, м/с              | 960          |              |
| Максимальная дальность стрельбы, м   | 12 850       |              |
| Боезапас, снарядов на орудие         | 230          | 230          |

### Система управления огнём
356-мм/45 линкоры несли стандартный комплект приборов управления стрельбой, аналогичный установленному на 305-мм дредноутах. Американская система управления огнём позволяла вычислять данные по цели на дальности от 2000 до 12 000 ярдов (от 1820 м до 10 972 м) движущейся со скоростью от ноля до сорока узлов. Дальномеры размещались совершенно открыто на крышах башен главного калибра. По результатам учебных стрельб, проводившихся перед вступлением США в Первую мировую войну, эта аппаратура позволяла дивизии линкоров вести огонь до дистанции в 19 600 ярдов (18 000 метров, 97 каб.).
И в Англии, и в США применялся принцип центральной наводки орудий главного калибра, но методы технической реализации этого принципа сильно различались. В британском флоте основным элементом управления огнём главного калибра был главный артиллерийский пост в задней части боевой рубки и связанный с ним пост управления огнём на топе треногой фок-мачты. Для решения задачи определения будущего положения цели использовалась геометрическая аппроксимация, результаты которой были сведены в таблицы Дрейера. Такой подход заметно упрощал задачу. При этом основную работу производил верхний ЦАС, а роль нижних помещений сводилась к передаточному звену.
Американская система действовала по-другому. Данные о цели от дальномеров и визиров вначале передавались в артиллерийский пост в глубине корабля. Здесь на основе принятых данных вырабатывались все необходимые данные для наведения и выстрела. Одновременно на специальном штурманском столике, велась прокладка, позволяющая, — по крайней мере в теории, — тут же учитывать и корректировать ошибки. При этом роль приборов в бронированной башенке наверху боевой рубки сводилась, к передаточному звену, на которое дополнительно возлагалась задача согласования залпов башен между собой и учёт качки корабля.
Британские корабли с 343-мм орудиями и совершенной системой управления артиллерийской стрельбой вели огонь на дальностях до 22 000 м (118 каб.).
На совместных учениях с линкорами Гранд Флита выяснилось, что американский артиллерийский огонь, особенно на предельных дистанциях, характеризуется гораздо большим рассеиванием, чем британский, и это в особенности касалось 356-мм линкоров. В результате последовательных усовершенствований к концу 1919 года разброс снарядов в залпе 356-мм/45 орудий на дистанции 18 000 м уменьшился вдвое — с 730 до 360 метров, однако борьба с этой проблемой продолжалась на протяжении всех 20-х годов. Через много лет после вступления линкоров в строй — ввести специальное устройство, разделявшее выстрелы из соседних орудий на короткий промежуток времени, так чтобы между снарядами в полёте получалась дистанция примерно по 22 м.
Сравнивая английскую и американскую системы управления огнём, американские офицеры пришли к выводу, что их система медленнее, значительно сложнее и требует больше более опытных и обученных операторов, но в принципе имеет большие возможности для развития, чем у англичан. Отмечалось, что прицелы и дальномеры на надстройках и башнях были уязвимы, центральный артиллерийский пост в глубине корабля был надёжно защищён и американская система как целое имела больший запас живучести. Направление, в котором развивались системы управления огнём линкоров в 20-е — 30-е годы пошло по американскому пути.
Участие в Первой мировой войне и знакомство с британском опытом вызвали изменения в системе управления для того, что бы вывести её эффективность на уровень союзника. Было увеличено количество постов на надстройках, на стенках возвышенных башен нанесли угловые шкалы. Была введена центральная наводка противоминной артиллерии с помощью четырёх директоров по образцу прибора компании «Виккерс».

### Силовая установка
Линкоры имели двухвальные силовые установки, но на «Оклахоме» в качестве главных двигателей были применены паровые машины тройного расширения общей мощностью 24 800 инд. л. с., в то время как на «Неваде» были установлены паровые турбины мощностью 26 500 л. с. Они должны были обеспечить проектную скорость 20,5 узлов. Винты «Оклахомы» совершали в 2,5 раза меньше оборотов в минуту и имели больший КПД.
На «Неваде» пар для турбин вырабатывали 12 котлов «Yarrow», котельные отделения занимали три отсека.
На «Оклахоме» было двенадцать толстотрубных котлов «Babcock & Wilcox». Котлы на «Неваду» и «Оклахому» поставили без пароперегревателей, то есть легче и прожорливей, чем на «Нью-Йорках».
Проектная дальность составляла 8000 миль 10-узловым экономическим ходом и 3000 миль 20 узловым. Во время Первой мировой войны эскадренный экономический ход был увеличен до 12-14 узлов, что снизило значения максимальной дальности хода. Реально во время службы кораблей дальность составляла 5195 миль 12-узловым ходом и 1920 миль на 20 узлах.
После модернизации «Оклахомы» показала максимальную скорость 19,68 узла. Если «Оклахому» приходилось ставить в линию — эскадренная скорость понижалась до 19 узлов. Если бы британский или японский адмирал предпочёл держать быстрое и медленное крыло вместе, преимущество в скорости от 1,5 до 2 узлов вряд ли было решающим и возможно не обязательно могло позволить ему «диктовать дистанцию», учитывая другие факторы, влияющие на манёвр в бою. За счёт использования для хранения топлива полостей новой ПТЗ запас топлива значительно вырос и теперь по расходу машин «Невада» могла пройти на полном ходу в 18 узлов 6090 миль, а «Оклахома» — 6900.
Четыре паровых динаномомашины мощностью по 300 кВт вырабатывали постоянный ток напряжением в 120 вольт.

## Модернизации
В 1917 году линкоры типа «Невада» получили зенитные пушки. Это были две 76-мм полуавтоматические пушки Mark 10 в установках Mark 11. Их установили на крыше третьей башни главного калибра за дальномером на большом овальном помосте. В 1919 году их перенесли на шельтердек. К началу 1920-х годов количество 76-мм зениток увеличилось до восьми.
Когда после Вашингтонского договора осознали, что в ближайшие время эти линкоры не отправятся на слом, стало очевидно, что слабую противоторпедную защиту непременно надо усилить.
К середине 1923 года успешно прошли испытания орудия № 29L с каморой, увеличенной до 298,2 л. Это позволяло использовать больший пороховой заряд и увеличить начальную скорость 1400-фунтового (635 кг) бронебойного снаряда с 792 до 823 м/с. В результате теперь американские орудия 14"/45 практически не отличались по бронебойным характеристикам от главной артиллерии японских кораблей типа «Исэ», «Фусо» и «Конго» или англо-чилийского линкора «Канада» («Альмиранте Латорре»). Было решено так переделать все орудия. Так же вводился и лейнер, если он ранее отсутствовал. Модернизированные таким образом Mark 1, 3 и 5 превратились соответственно в Mark 8, 9 и 10. Живучесть стволов увеличилась до 175—200 выстрелов. Что позволило американцам перейти на новую политику перестволения, ориентированной на большой запас живучести в любой момент (не менее 100 выстрелов на полном заряде для каждого орудия в башне). Новая система управления огнём Mk II позволяла вычислять данные по цели с 4000 до 30 000 ярдов так же как по таблице Дрейера.
В конце 20-х годов началась большая модернизация — броневая защита корабля считаюсь в целом удовлетворительной — по крайней мере, схема размещения брони. Модернизация затронула практически все системы кораблей. Заменили все надстройки по верхнюю палубу, ажурные мачты заменили на массивные треноги. Главным считалось улучшение подводной защиты, замена систем управления огнём и модернизация силовой установки, а также перестановка противоминной батареи. Общая стоимость работ составляла по 7 млн долларов на один корабль, сами работы заняли более 2 лет.

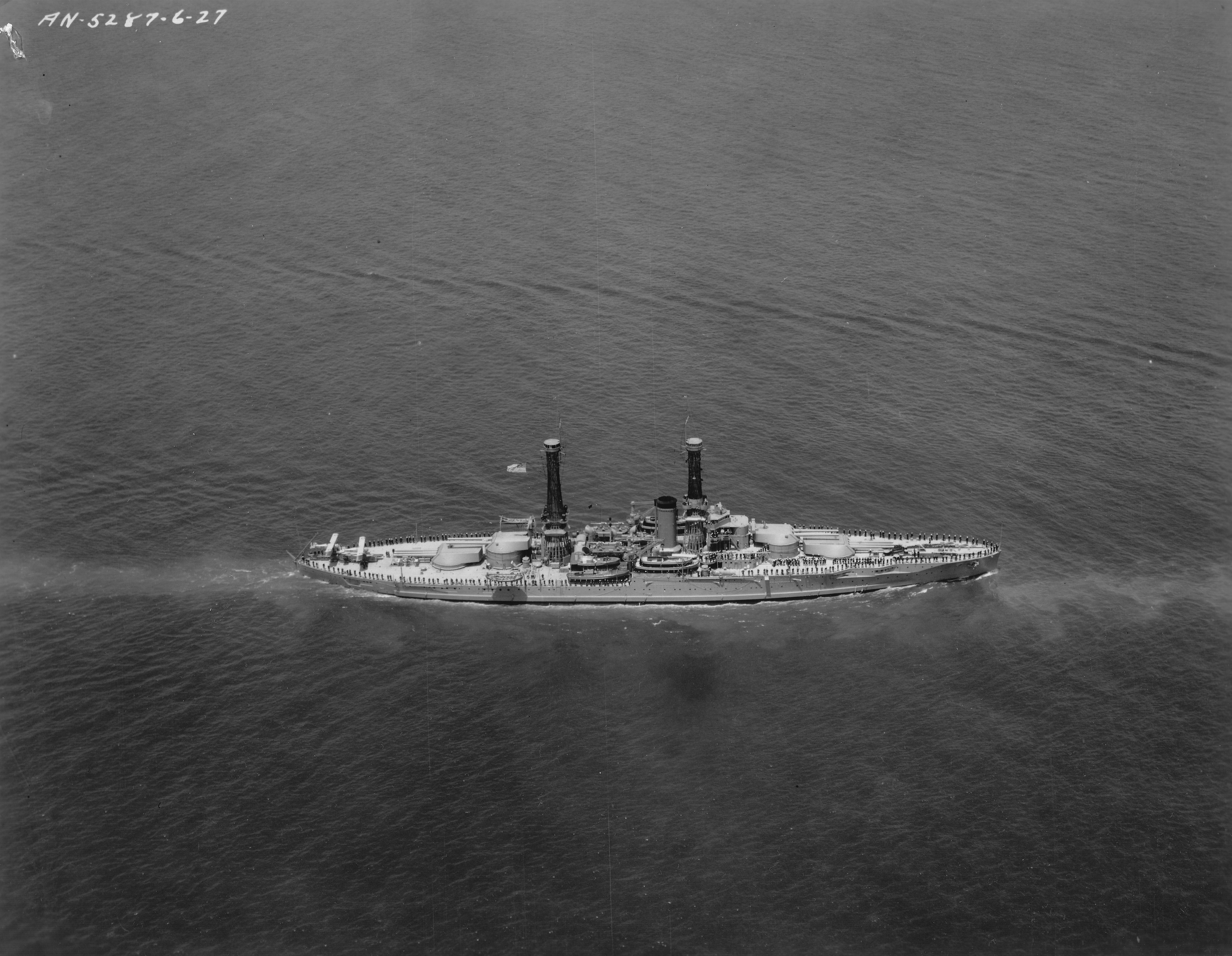
Nevada после модернизации 20-х годов. Противоминные орудия в кормовой части демонтированы

Вертикальное бронирование кораблей типа «Nevada» условиями Вашингтонского договора менять было нельзя, поэтому занялись усилением горизонтальной защиты. Поверх броневой палубы уложили слой защитных плит STS толщиной 50 мм, доведя таким образом общую толщину до 113 мм. Можно сказать, что защиты было недостаточно даже после ремонта.
Усилили противоторпедную конструктивную защиту. В районе котельных отделений была создана весьма эффективная фильтрационная камера (которая всегда содержалась пустой), на случай повреждения основной противоторпедной переборки. Сзади старой — противоторпедной переборки на расстоянии до 1,754 м, была установлена одна продольная переборка толщиной 9,53 мм, что оказалась возможным благодаря уменьшению ширины, занимаемой силовой установкой после замены котлов.
Переборку усилили, увеличив её толщину до 28,6 мм. Расстояние от переборки до внутренней поверхности двойного борта ровнялось 1,906 м, между обшивками двойного борта расстояние было 0,99 м. Толщина наружных листов 15,9 мм, а внутренние листы дойного борта имели толщину 9,53 мм.
Дредноуты получили були с шириной до 1,98 м, что доводило ширину кораблей до 32,92 м — величины, почти максимально допустимой для прохождения Панамским каналом. Були имели плоскую «крышу» толщиной 12,7 мм, которая была строго горизонтальной и примыкала к корпусу точно по верхней грани броневого пояса, зримо увеличивая толщину характерной «ступеньки» на большей части внешнего борта. Затем был излом вниз на 90 °, а внешний борт надводной части булей был вертикальным.
Сразу под ватерлинией були расширялись и достигали максимальной ширины на уровне чуть ниже нижней грани броневого пояса. Далее вниз були имели плоские строго вертикальные стенки переходили в плоское днище. Толщина внешней обшивки булей была 15,9 мм. Внутренняя полость булей оставалась пустой, играя роль камеры расширения, а топливо теперь хранилось в отсеках двойного борта и следующем «вглубь» слое отсеков перед противоторпедной переборкой. Теперь общая глубина противоторпедной защиты линкоров на миделе составила 5,795 м, в том числе 4,88 м до броневой переборки.
Решение наполнять бортовые отсеки позволило увеличить запас топлива и, соответственно, дальность плавания. После модернизации «Невада» могла пройти 15 700 морских миль 10-узловым ходом или 6090 миль — полным (18-узловым). Для «Оклахомы» дальность плавания экономическим (10) и полным (19 узлов) составила соответственно 18 000 и 6900 морских миль.
Уменьшение объёма, занимаемого новыми котлами, позволило разметить внутри корпуса под котельными отделениями третье дно. Толщина его обшивки составила 9,53 мм. В днищевых отсеках находились запасы пресной воды для котлов.
Максимальное водоизмещение после модернизации выросло до 33 901 т, осадка возросла до 9,04 м, а метацентрическая высота при полном водоизмещении уменьшалась до 1,97 м.
При установке булей сняли подводные торпедные аппараты. Перед модернизацией планировали разместить вместо них надводные аппараты, но от этого отказались.
Коэффициенты полноты увеличились незначительно — коэффициент общей полноты корпуса составил 0,606, мидель-шпангоута 0,980. При этом «прямоугольная» в сечении форма булей играла роль скуловых килей создавала достаточное сопротивление поперечному раскачиванию, позволив избежать неприятностей с бортовой качкой.
Поворотливость линкоров, и так не отличавшаяся в лучшую сторону, после модернизации заметно ухудшилась, и корабли довольно вяло слушались руля; требовалось переложить руль на 20° для достижения эффекта, для которого ранее было достаточно 8°. Стала хуже и устойчивость на курсе.
Зато теперь линкоры являлись устойчивой артиллерийской платформой. Множество приборов, устройств и оборудования было заменено на самые современные образцы.
Электросеть перевели на переменный ток. Были модернизированы все четыре турбогенератора, мощность каждого увеличилась на четверть и теперь составляла 400 кВт. Переход на переменный ток осуществлялся с помощью конвертеров.
В ходе модернизации до 30° были увеличены углы возвышения орудий главного калибра.
Для размещения по новому противоминной батареи на палубе полубака в средней части корабля была возведена надстройка. В ней с каждого борта было установлено по пять противоминных орудий; ещё два орудия стояли открыто на палубе надстройки по бокам боевой рубки.
Во время модернизации 1927—1929 годов на кораблях установили отдельные командно-дальномерные посты главной, противоминной и универсальной артиллерии, которые расположили в надстройках и на треногих мачтах. Длиннобазовыми дальномерами оснастили башни главного калибра. Вместо демонтированных противоминных орудий установили восемь 127-мм зениток Mark 10 и Mark 11 на станках Mark 19. Эти пушки стали первыми в истории американского флота крупнокалиберными зенитками. В ходе разработки особое внимание уделяли облегчению конструкции, увеличению скорости наводки и уменьшению момента инерции. В первую очередь они предназначались для борьбы с авиацией. Высокая скорострельность обеспечивалась через унитарное заряжание и многочисленный расчёт. 76-мм зенитки так же демонтировали.
Планировалось подтянуть характеристики линкоров, прежде всего скоростные (а это было необходимо для совместных эскадренных действий), к стандартам «Большой Пятерки» (англ. Big Five) — линкоров типов «Теннесси» и «Колорадо», но по финансовым причинам этого не произошло. На «Неваду» установили турбины с редуктором с 305-мм линкора «Северная Дакота», несколько более современные и мощные, чем родные турбины проекта. На испытаниях после модернизации «старые» новые турбины развили 31 214 л. с., чего хватило для скорости 20,22 узла. В ходе модернизации 12 старых котлов заменили на шесть новых высокпроизводительных котлов «Бюро Экспресс». При этом был получен выигрыш в весе, так как новые котлы были значительно более лёгкими — 245 тонн, против 531,7 т у старых котлов.
В 1937 году основным снарядом флота США стал тяжелый бронебойный снаряд. Для модернизированных орудий приняли новые бронебойные снаряды весом 1500 фунтов (680,4 кг). Бронебойные характеристики новых американских тяжёлых снарядов значительно превосходили таковые у боеприпасов разработанных до и сразу после Первой мировой войны.

## Представители
| Название            | Верфь                 | Закладка             | Спуск на воду      | Вступление в строй | Судьба                                                                 |
| ------------------- | --------------------- | -------------------- | ------------------ | ------------------ | ---------------------------------------------------------------------- |
| «Невада» Nevada     | Fore River Shipyard   | 4 ноября 1912 года   | 11 июля 1914 года  | 11 марта 1916 года | потоплен как корабль-цель 31 июля 1948 года во время ядерных испытаний |
| «Оклахома» Oklahoma | New York Shipbuilding | 26 октября 1912 года | 23 марта 1914 года | 2 мая 1916 года    | потоплен японской авиацией 7 декабря 1941 года                         |

Напряженный режим боевых учений линкоров в 20-30-е годы и интенсивное использование этих кораблей во время Второй мировой войны часто приводили к необходимости замены орудий из-за износа стволов.

## Служба
Летом 1918 года в Европу решили перебросить 6-ю дивизию линейных кораблей, в состав которой входили «Оклахома» и «Невада». Задачей соединения должно было стать противодействие германскому флоту в случае попытки его прорыва в Атлантику.
У побережья Франции линкоры встречали два войсковых конвоя. 10-го октября линкоры «Оклахома», «Невада» и «Юта» в сопровождении семи эсминцев вышли в море и заняли позицию в 500—600 м позади колонны транспортов одного из конвоев. После прохождения потенциально опасной зоны первый конвой оставили на попечение эсминцев, а сами принялись разыскивать второй.

## Оценка проекта
Американские моряки и кораблестроители считали линейные корабли типа «Невада» весьма удачным проектом. Европейские специалисты считали удачным только возвращение к старой схеме броневой защиты.
Пара линкоров типа «Невада» в литературе зачастую оценивается как революционная по своей концепции. Их появление ознаменовало решительный возврат к старому принципу защиты («всё или ничего»), отвечающего теперь требованиям боя на большой дистанции. Однако, при всех этих новшествах, «Невада» была классическим американским линкором, продолжавшим линию развития предыдущих кораблей. Они имели весьма тяжёлый, прочный и полный по обводам корпус, тот же состав вооружения, как и на предыдущей паре кораблей (хотя и размещенный по-другому), но меньшую, уже неприличную, 20 узловую скорость, которая была ниже стандартной эскадренной скорости линейного флота США. В Тихом океане, в условиях ожидавшегося дневного боя при хорошей видимости на максимальной дистанции, благодаря этой системе защиты линкоры типа «Невада» (и последующие за ними) изначально получали существенное преимущество над бронированными по традиционной «европейской» схеме японскими линкорами. В европейских водах для «Невад» было всё не так. Оборудованные разномастными башнями с низкой скорострельностью, тихоходные, уязвимые для всех фугасных снарядов всех калибров, эти корабли не имели ни каких преимуществ, это дополняло плохое качество брони и отвратительные снаряды. Суммарная толщина всех палуб была у «Невад» не так велика, как принято считать: всего 110 мм (у «Куин Элизабет» до Ютланда 70-95 мм, а после в районе погребов усилили до 120 мм) и не являлась преградой для британских 15 дюймовых снарядов. Таким образом, в лице «Оклахомы» и «Невады» американский флот получил именно те корабли, которые были необходимы для ведения Тихоокеанской войны. Быстроходный линкор «Куин Элизабет» представлял собой более универсальную единицу, не ограниченную каким то одним театром боевых действий.
Эти в общем весьма удачные корабли все же не были свободны от некоторых вынужденных компромиссов и большого количества детских болезней. Англичане продолжали считать свои линкоры типа «Куин Элизабет» безусловно лучшими. Ютландский бой повысил оценку этих американских линкоров военно-морской прессе — в том числе и английской, тогда стало казаться, что схема бронирования «всё или ничего» самая верная. Совместные манёвры и стрельбы с Британским флотом резко понизили оценку этих американских линкоров, по крайней мере для британцев, из-за низкой эффективности орудий главного калибра. Она и была такой, до той поры пока американцы в конце 20-х не заменили орудия ГК на новую модель и приняли меры для уменьшения рассеивания в залпе. До этого на предельных дистанциях англичане имели заметное преимущество, поскольку британские линкоры хоть как то попадали, а о попадании с типа «Невада» на предельной дистанции не могло быть и речи, особенно учитывая плохое качество имевшегося на вооружении американцев бронебойного снаряда. Эффективность орудий возросла, когда в конце 30-х, американцы перешли на тяжёлые снаряды — теперь все специалисты отмечали отличные качества американских бронебойных снарядов. Так же британцев не удовлетворяла низкая скорость этих линкоров, да так, что они предпочли для совместных действий, в рамках объединённого флота, линейные корабли типа «Нью-Йорк». Англичане считали «Неваду» кораблём с избыточной остойчивостью, что делает его плохой орудийной платформой и совершенно некомфортабельным для экипажа на переходах в открытом море, что так и было до большой модернизации.
Одновременно с «Невадами» флоты Британии, Германской империи и Японии пополнились новыми линкорами, которые были крупнее и быстроходней: «Байерн» на 1,5 узла, «Куин Элизабет» на четыре, а «Фусо» на два.
127-мм орудия стандартных линкоров США были по своим возможностям близки к 120-мм орудиям «Севастополей», конечно, 150-мм противоминная батарея «Байерна» и 152-мм орудия «Фусо» и «Куин Элизабет» были дальнобойней, имели большую поражающую мощь, но достигалось это ценой снижения скорострельности. Зато противоминная 127-мм артиллерия американских линкоров больше подходит под определение «разумной достаточности», хотя из-за лёгкого снаряда (22,7 кг) безусловно уступала 140-мм орудиям «Исэ». И американские, и японские орудия размещались в казематах, но противоминая артиллерия американских линкоров типов «Невада» и «Пенсильвания» была подвержена сильному заливанию при волнении. Из-за чего при модернизации в 30-х годах 127-мм орудия перенесли выше на палубу полубака.
Американские орудия имели картузное заряжание и среднюю скорострельность и непонятно откуда возник миф об их высокой огневой производительности.
Превосходство новейших английских и немецких линкоров в калибре главной артиллерии (на один дюйм) не компенсировалось более совершенной схемой защиты, а 25 % большее число стволов главного калибра (10 против 8) сводилось на нет временным отставанием в системе управления огня, низкой кучностью и скорострельностью. Правда первой половине 1920-х годов американцы догонят остальных и их система управления огнём будет быстро совершенствоваться и уже через десять лет станет лучшей в мире и забудется что, на какой-то момент, она уступала и японской, и немецкой, и английской системам.
По первоначальной конструкции американская 356-мм пушка оказалась более архаична, нежели британские орудия с их проволочной намоткой ствола. Первые 356-мм орудия были хуже: из-за неправильного подбора цилиндров оказались склонными к провисанию и вибрации при выстреле и показали довольно значительный разброс снарядов при стрельбе, но и с этой проблемой сразу после Первой мировой более-менее справились.
Американские башни, имевшие гораздо меньшие габариты, чем европейские (и японские), имели минимальную механизацию и на 20-30 % меньшую скорострельность чем британские или японские, за что часто критиковалась, особенно англичанами.
А Германская артиллерия всех калибров (в основном за счёт гильзового заряжания и клиновых затворов) обладала скорострельностью на 20-30 % более высокой, чем у англичан. Британцы, обследовавшие в конце Первой мировой войны американские линкоры, достаточно сдержанно отзывались о системах электроприводов башен американских линкоров, о кучности их огня и системе управления огнём в целом. При этом условия обитаемости на американских линкорах заслужили высших похвал и даже оценены как чрезмерно роскошные.
Конструкция 356-мм башен американских дредноутов была весьма взрывоопасной. В погоне за экономией веса их создатели отказались от снарядных погребов и перегрузочных отделений, разместив снаряды прямо в башне и на площадках внутри барбета. Американские башни были очень компактными, но в целом не слишком удачными. В этом отношении дальновиднее всех оказались немцы. Поскольку наибольшую угрозу представляли заряды (кордит при воспламенении имел склонность к взрыву), для всех крупнокалиберных орудий в германском флоте были приняты латунные гильзы — вместо используемых остальными странами шелковых картузов. Несколько сот тонн лишнего веса с лихвой окупились: при пожаре в погребе немецкие корабли лишь горели, в то время как английские — взрывались. По отношению к другим свехдредноутам дальность стрельбы у «Невад» была не очень большой: меньше только у свехдредноутов типа «Бретань». Их 340-мм башенные установки имели явно недостаточную дальнобойность из-за ещё меньшего угла возвышения стволов, но исследователи отмечают прекрасные баллистические характеристики французских орудий. У «Нью-Йорка» и «Невады» угол возвышения также был мал для сверхдредноута Первой мировой войны. У всех остальных супердредноутов угол возвышения и дальность были значительно больше, так у «Фусо» угол возвышения был 25° и дальнобойность более 25 км (22 500 м при угле возвышения 20°, 25 000 при 23°), но из-за проволочного скрепления орудия «Фусо» были более тяжёлые, чем американские пушки. Японские линкоры имели хорошую оптику, лучшую, нежели их американские оппоненты.
Линкоры типа «Невада» благодаря новой системе защиты, компенсирующей японское преимущество в два орудия главного калибра и большую дальнобойность, в дуэльной ситуации выглядят примерно равноценными с линкорами «Фусо».
Благодаря значительному преимуществу в дальности (22 км против 19) и кучности артиллерийского огня и большей скорости линейные корабли типа «Куин Элизабет» могли безнаказанно расстреливать американский линкор с предельной дистанции. Это было уже возможно, так в битве 8 января 1916 года между «Гёбеном» и новым русским дредноутом «Императрица Екатерина Великая» бой шёл на очень большой дистанции, причем последние залпы были сделаны с дистанции около 25 000 ярдов (123 кбт, 22 860 м) попаданий не было, но было накрытие.
На большой дистанции.
Британцы имели бортовой залп главного калибра 6961 кг и теоретически пробивали палубы американских линкоров с 12,0 км и дальше, американцам это удавалось с 11,5 км.
На средней дистанции минутный залп британского линкора составлял 8710 кг и он пробивал борт американца до 12,0 км (12 350 м ), минутный залп «Невад» составлял 6350 кг и пробивал главный пояс британца до 9,5 км.
В случае боя на большой дистанции, линейные корабли типа «Байерн» имели бортовой залп главного калибра 6000 кг и пробивали палубы американских линкоров с 13,5 км, бортовой залп американцев составлял 6350 кг и них была возможность пробить палубы начиная с 11 км и дальше.
На средней дистанции минутный залп германского линкора составлял 9000 кг и он пробивал борт американца до 13 км, минутный залп «Невад» составлял 6350 кг и пробивал немецкую броню до 8,5 км.
Система защиты принципа «всё или ничего» рассчитанная на противостояние 340…356-мм орудиям мгновенно устарела при появлении линкоров вооружённых более крупными орудиями. Таким образом авантюра Первого Лорда Адмиралтейства Черчилля и главы отдела вооружений контр-адмирал Мура в том, что вооружать «Куин Элизабет» недостаточно испытанной артиллерией, сделала американский эпохальный проект устаревшим ещё до ввода в строй. Защита «Невад» оказалась абсолютно недостаточной против 381 мм британских снарядов. Генеральный Совет, ответственный во флоте США за кораблестроительную политику, посчитал что необходим пояс 406 мм с утончением до 229 мм на нижней кромке и 89-мм главная бронепалуба, чтобы обезопасить корабль от 381-мм снарядов в диапазоне дистанций от 50 до 70 кабельтовых (от 9,26 км до 12,9 км) или от 10 000 (49,4 кбт, 9,15 км) до 14 000 ярдов (69,1 кбт, 12,8 км). Так же британцы опередили с введением чисто нефтяного отопления котлов на линкорах.
|                                     | «Куин Элизабет»      | «Байерн»                | «Невада»               | «Фусо»               | «Нью-Йорк»    |
| Год закладки                        | 1912                 | 1913                    | 1912                   | 1912                 | 1911          |
| Год ввода в строй                   | 1915                 | 1916                    | 1916                   | 1915                 | 1914          |
| Стоимость                           |                      | 49 млн марок            |                        |                      |               |
| Водоизмещение нормальное, т         | 29 200               | 28 448                  | 27 941                 | 30 600               | 27 432        |
| Полное, т                           | 33 020               | 32 200                  | 28 856                 | 35 900               | 28 820        |
| Номинальная мощность СУ, л. с.      | 56 000               | 35 000                  | 26 500                 | 40 000               | 28 100        |
| Скорость, узлы                      | 23                   | 22                      | 20,5                   | 22,5                 | 21            |
| Дальность, миль (на скорости, узлы) | 5000 (12)            | 5000 (12)               | 5195 (12)              | 8000 (14)            | 7684 (12)     |
| Бронирование, мм                    |                      |                         |                        |                      |               |
| Пояс                                | 330                  | 350                     | 343                    | 305                  | 305           |
| Башни, лоб                          | 330                  | 350                     | 457, 406               | 305                  | 356           |
| Барбеты                             | 254                  | 350                     | 330                    | 305—203              | 305—254       |
| Рубка                               | 280                  | 350                     | 406                    | 305                  | 305           |
| Палубы                              | 95-70                | 100—60                  | 114-88                 | 76—32                | 63—35         |
| Вооружение                          |                      |                         |                        |                      |               |
| Главный калибр                      | 4×2×381 мм/42        | 4×2×380 мм/45           | 10×356 мм/45           | 6×2×356 мм/45        | 5×2×356 мм/45 |
| Вес залпа ГК кг                     | 6961                 | 6000                    | 6350                   | 8628                 | 6350          |
| Вспомогательный                     | 16×152 мм/45 2×76 мм | 16×150 мм/45 2×88 мм/45 | 21×127 мм/51 4×76,2 мм | 16×152 мм/50 4×76 мм | 21×1×127/51   |
| Торпедное вооружение                | 4×533 мм ТА          | 5×600 мм ТА             | 2×533 мм ТА            | 6×533 мм ТА          | 4×533 мм ТА   |

Большая скорость корабля является интегрирующим фактором для мощи огня и защиты и настолько важным, что после «Невады» тихоходных линкоров больше не строили. Корабли односторонне приспособленные для боя на дальней дистанции, при бое с противникам равной мощи на близком расстоянии оказываются в невыгодном положении. Корабли с 356-мм артиллерией типа «Невада», «Пенсильвания» и «Нью-Мексико», хотя и были бронированы по схеме «все или ничего», обладали недостаточной противоторпедной защитой: 100 фунтов (45,4 кг) тротила для «Невады» и 300 (136 кг) для «Пенсильвании» и «Нью-Мексико».
Несмотря на заявления об огромной дальности линкоров типа «Невада», их фактическая дальность была только на 4 % (200 миль) больше дальности немецкого и британского дредноута, и на 2800 миль меньше чем у «Фусо».
Американцы, уверовав в правильность выбранного пути, поставили постройку линкоров на поток, следуя установленному «Невадой» стандарту (размерения сильно возросшие у «Пенсильвании» дальше почти не менялись) и только усиливая мощь главного калибра. Первую пару портила низкая скорость, в общем у американцев поначалу получились сверхброненосцы береговой обороны, которые в Первую мировую годились только для эскортирования конвоев, причём жидкое топливо на обратный путь у британцев находилось, а во Вторую для стрельбы по берегу. Если бы не Вашингтонский договор они бы быстро отправились на слом. Линейные корабли типа «Невада» были ещё одним шагом в поиске оптимального типа линкоров для американского флота. Сами американцы считали неудачной конструкцию трёхорудийных башен главного калибра с расположением всех стволов в одной общей люльке. До конца 20-х были проблемы с системой управления стрельбой и с кучностью орудий, не позволявшие Неваде эффективно вести огонь на дистанциях больше 90 кбт. Модернизация американских 356-мм линкоров в конце 20-х-начале 30-х годов позволила резко улучшить многие параметры и в первую очередь эффективность главного калибра, системы управления огнём и подводной защиты. Они в сочетании с усилением горизонтальной защиты, резко повысили возможности и реальную боевую ценность линкоров, но как ни старались подтянуть характеристики этих линкоров к стандартам «Большой Пятёрки» — это не вышло. Поскольку «Невадам» не пришлось вести морские бои, то недостатки строенной башни оказались не столь значимы. Относительно высокая скорость хода (22,5…23,5 узла) для Первой мировой войны линкорам оказалась важна, делая их гораздо полезнее. Опыт войны показал, что немецким линкорам катастрофически не хватало высокой скорости, а «Невады» из-за своей низкой скорости в качестве линкоров были не нужны, несмотря на продуманную концепцию.
Во время Второй мировой войны линкоры с орудиями 356-мм/45 использовались одинаково: прикрывали жизненно важные конвои, сопровождали десантные соединения, обеспечивали огневую поддержку десантов на всех фронтах, выпустив тысячи снарядов на укрепления противника в прибрежной полосе и «Нью-Йорки» в этой роли были ничем не хуже, чем модернизированные «Невады».
Во время использования, как корабль-цель, во время ядерных испытаний «Невада» показала хорошую живучесть, но худшую, чем японский линкор «Нагато».